# Погорелов, Евгений Алексеевич
Евгений Алексеевич Погорелов (21 мая 1952, РСФСР — 2003) — советский самбист и дзюдоист, призёр чемпионатов СССР по самбо, чемпион и призёр чемпионатов СССР и Европы по дзюдо, мастер спорта СССР международного класса, полковник милиции, доцент кафедры боевой и физической подготовки Академии МВД.

## Биография
Тренером Евгения Погорелова был Анатолий Хмелев. Трагически погиб 21 июня 2003 года.

## Спортивные результаты
- Чемпионат СССР по самбо 1972 года — ;
- Чемпионат СССР по самбо 1976 года — ;
- Чемпионат СССР по дзюдо 1977 года — ;
- Чемпионат СССР по дзюдо 1979 года — ;
- Чемпионат СССР по дзюдо 1980 года — ;

## Память
В Калаче-на-Дону проводится ежегодный турнир «Золотой мухач» посвящённый памяти Евгения Погорелова. В Волгограде проводится кубок Евгения Погорелова.